# 中国民主建国会宁夏回族自治区委员会
中国民主建国会宁夏回族自治区委员会，简称民建宁夏区委会、民建宁夏回族自治区委、宁夏民建，是中国民主建国会在宁夏回族自治区的地方组织。